# مكبر صوت

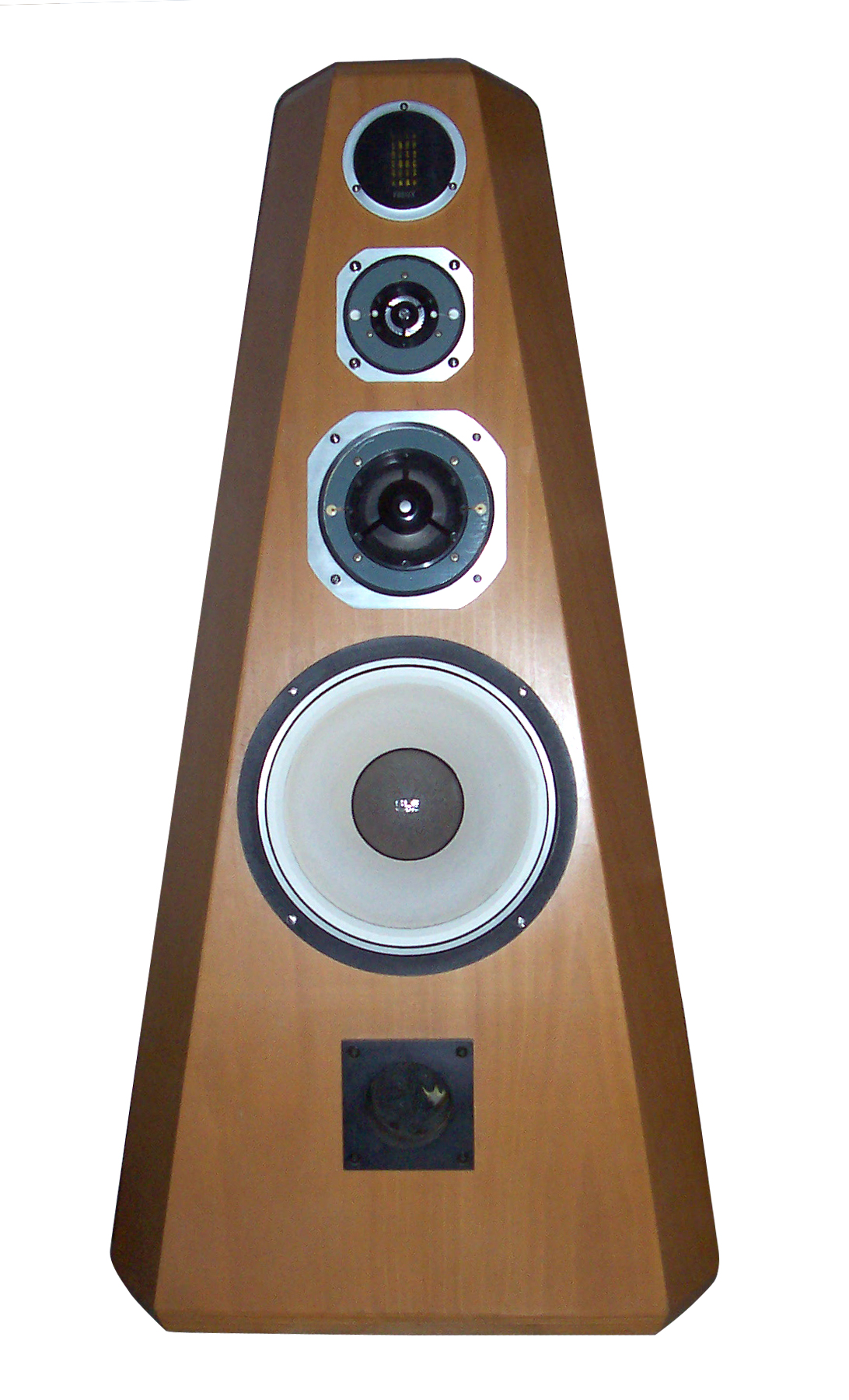
مكبر الصوت

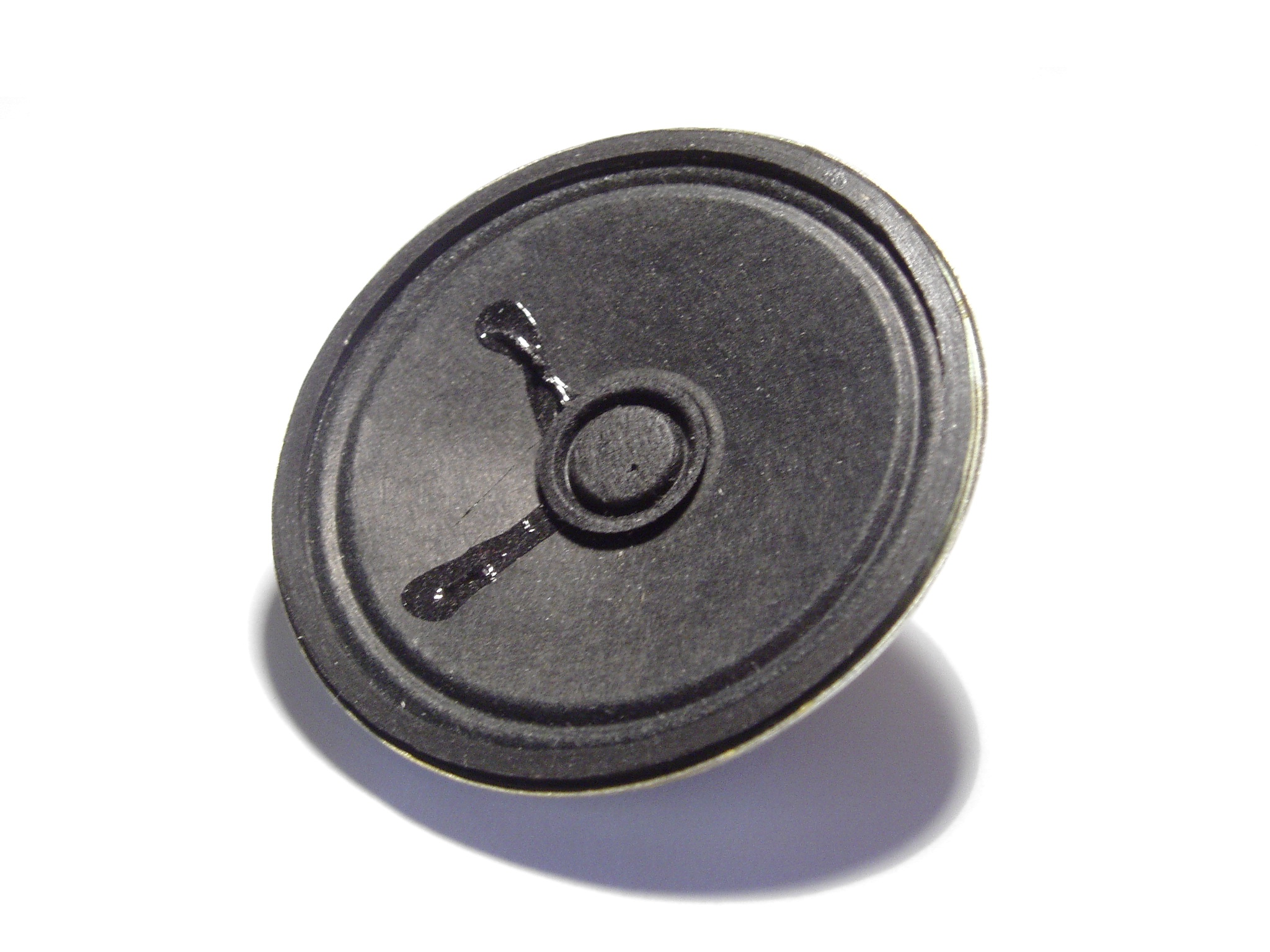

المِجْهَار أو مكبر الصوت أو المِصوات أو مُكبرة الصوت أو مَجهَرة الصوت أو السماعات هو جهاز كهربائي يقوم بتكبير الصوت في التلفزيون والراديو والآلات الموسيقية.
تكون مكبرات الصوت جزءًا من أجهزة الراديو والمسجلات الصوتية الكاسيت وأجهزة التلفاز وأجهزة المسرح المنزلي وهو نظام يحتوي على شاشة عرض وسماعات إخراج للصوت، وهي أيضا جزء من أنظمة الإرسال العامة والأجهزة المستخدمة لتكبير الصوت الذي ينتجه الموسيقيون وغيرهم.
تتكون معظم مكبرات الصوت من ثلاثة أجزاء، وهي:
1. ملف من السلك يسمى ملف الصوت.
2. مغناطيس (قوي) ثابت
3. قطعة من الورق أو البلاستيك مخروطية الشكل تسمى الغشاء المتذبذب.

تمر التيارات الكهربائية من المضخم عبر ملف الصوت وتنتج قوى مغناطيسية مختلفة في الملف، وتدفع القوى المغناطيسية الملف بالتبادل نحو المغناطيس الثابت وبعيدًا عنه باهتزازات سريعة، ويهتز الغشاء المتذبذب المتصل بملف الصوت معها، وتنتج اهتزازات الغشاء اهتزازات في الهواء تؤدي إلى سماع الأذن هذه الاهتزازات صوتًا.
تتكون مكبرات الصوت المتقدمة من عدة أنواع من المكبرات في حدود 3 مكبرات لكل وحدة يصدر كل منها أصواتًا ذات نغم عال أو متوسط أو منخفض، ويسمى المكبر الكبير الذي يصدر أصواتًا عالية المضيء أو السب اختصارا ل«صبوفر» ويصدر الترددات المنخفضة كأصوات الانفجارات مثلا أما المكبر الصغير الذي يصدر ترددات منخفضة فيسمى الدفاف أو التويتر ويصدر الترددات المرتفعة مثل الصفير والأزيز أما المكبر الذي يصدر ترددات متوسطة فيصدر النطاق المتوسط الغالب في الصوت كما الصوت البشرى مثلا (يكون تردده في الحيز بين 20 هرتز و 20.000 هرتز [1 هرتز = 1 ذبذبة في الثانية]).
وبصفة عامة فإن نظامًا يتكون من مثل هذه المكبرات المتخصصة يزودنا بإعادة إنتاج للصوت بدقة أكثر من مكبر واحد، والمكبرات في الأنظمة الأكثر دقةً تُركَّب في كبائن خشبية أو بلاستيكية، ويحدد حجم وشكل تلك الكبائن جودة الأصوات التي تصدر عن المكبرات.
ويوجد نوع منها يوضع على الأذن مباشرة ويسمى سماعات الرأس

## التاريخ
اخترع ألكسندر غراهام بيل أول مكبر صوت في 1876، وقد اخترع بيل مكبر الصوت لأنه احتاج جهاز لتكبير الصوت في الهاتف، وفي 1878 قام الألماني إرْنْسْتْ ڤِرْنِرْ فُنْ زِيمِنْسْ باختراع النوع المحسن من مكبر الصوت.

مقطع مكبر صوت ديناميكي

## المكونات
يتكون مكبر الصوت من محول لذبذبات الصوت إلى إشارات كهربائية عبر ناقل للإشارات الكهربائية عندها يتكون حقل مغناطيسي بسبب التيار الكهربائي مما يحدث صوت ميكانيكي داخل الأنبوب ويتحكم فيه مضخم للإشارات الكهربائية.

التقاطع السلبي

التقاطع الإيجابي